# Petr Mudroch
Petr Mudroch (* 12. října 1978, Pardubice) je bývalý český hokejový obránce.

## Hráčská kariéra
S hokejem začínal v Pardubicích kde také debutoval v české nejvyšší lize v sezoně 1996/97. V Pardubicích odehrál 10 sezon (1996/06), v sezonách 1999/00 a 2000/01 měl střídavé starty mezi Extraligou a 1. ligou. V poslední sezoně v Pardubicích si zahrál s týmem v Super six ve kterém se jim nepodařilo postoupit do finále.
Před novou sezonu 2006/07 kdy mu skončila smlouva v Pardubicích podepsal smlouvu na tři roky s týmem HC Energie Karlovy Vary. V Karlových Varech odehrál 3 sezony a v sezoně 2007/08 odešel na měsíc hostování do týmu HC Znojemští Orli.
Po skončení smlouvy podepsal roční smlouvu s týmem HC GEUS OKNA Kladno. Po skončení smlouvy přestoupil do 1. ligy do týmu KLH Chomutov. Po sezóně 2010-11 ukončil aktivní kariéru.

## Zajímavosti
3 sezony v Extralize se mu nepodařilo vstřelit gól na pozici obránce.

## Prvenství
- Debut v ČHL - 22. září 1996 (AC ZPS Zlín proti HC IPB Pardubice)
- První asistence v ČHL - 6. října 1996 (HC IPB Pardubice proti HC ZKZ Plzeň)
- První gól v ČHL - 12. října 1997 (HC Oceláři Třinec proti HC IPB Pardubice, brankáři Radovanu Bieglovi)

## Klubová statistika
| Sezóna       | Klub                         | Soutěž       |     | Základní část | Základní část | Základní část | Základní část | Základní část |   | Play off | Play off | Play off | Play off | Play off |
| Sezóna       | Klub                         | Soutěž       | Z   | G             | A             | B             | TM            | Z             | G | A        | B        | TM       |          |          |
| 1996/1997    | HC IPB Pardubice             | ČHL          | 42  | 0             | 6             | 6             | 30            | 10            | 0 | 2        | 2        | —        |          |          |
| 1997/1998    | HC IPB Pardubice             | ČHL          | 37  | 2             | 4             | 6             | 20            | 3             | 0 | 0        | 0        | —        |          |          |
| 1998/1999    | HC IPB Pardubice             | ČHL          | 42  | 0             | 2             | 2             | 32            | 3             | 0 | 0        | 0        | 0        |          |          |
| 1999/2000    | HC IPB Pardubice             | ČHL          | 35  | 0             | 2             | 2             | 55            | 3             | 0 | 0        | 0        | 2        |          |          |
| 1999/2000    | HC Berounští Medvědi         | 1.ČHL        | 21  | 4             | 2             | 6             | 18            | 1             | 0 | 1        | 1        | 0        |          |          |
| 2000/2001    | HC IPB Pardubice             | ČHL          | 26  | 0             | 5             | 5             | 6             | 7             | 0 | 3        | 3        | 4        |          |          |
| 2000/2001    | Bílí Tygři Liberec           | 1.ČHL        | 24  | 1             | 9             | 10            | 34            | —             | — | —        | —        | —        |          |          |
| 2001/2002    | HC IPB Pardubice             | ČHL          | 52  | 2             | 17            | 19            | 42            | 5             | 0 | 1        | 1        | 2        |          |          |
| 2002/2003    | HC ČSOB Pojišťovna Pardubice | ČHL          | 51  | 7             | 10            | 17            | 30            | 19            | 4 | 5        | 9        | 14       |          |          |
| 2003/2004    | HC Moeller Pardubice         | ČHL          | 49  | 3             | 14            | 17            | 24            | 7             | 3 | 0        | 3        | 10       |          |          |
| 2004/2005    | HC Moeller Pardubice         | ČHL          | 49  | 1             | 8             | 9             | 20            | 16            | 0 | 1        | 1        | 4        |          |          |
| 2005/2006    | HC Moeller Pardubice         | ČHL          | 51  | 1             | 8             | 9             | 22            | —             | — | —        | —        | —        |          |          |
| 2006/2007    | HC Energie Karlovy Vary      | ČHL          | 50  | 3             | 0             | 3             | 32            | 3             | 0 | 0        | 0        | 6        |          |          |
| 2007/2008    | HC Energie Karlovy Vary      | ČHL          | 38  | 2             | 3             | 5             | 37            | 19            | 1 | 4        | 5        | 36       |          |          |
| 2007/2008    | HC Znojemští Orli            | ČHL          | 10  | 0             | 1             | 1             | 14            | —             | — | —        | —        | —        |          |          |
| 2008/2009    | HC Energie Karlovy Vary      | ČHL          | 52  | 1             | 4             | 5             | 26            | 16            | 0 | 2        | 2        | 16       |          |          |
| 2009/2010    | HC GEUS OKNA Kladno          | ČHL          | 40  | 0             | 5             | 5             | 20            | 2             | 0 | 1        | 1        | 0        |          |          |
| 2010/2011    | KLH Chomutov                 | 1.ČHL        | 29  | 1             | 8             | 9             | 12            | 10            | 0 | 0        | 0        | 6        |          |          |
| Celkem v ČHL | Celkem v ČHL                 | Celkem v ČHL | 624 | 22            | 89            | 111           | 410           | 115           | 8 | 17       | 25       | 94       |          |          |

## Reprezentace
Petr Mudroch byl nominován na MS 2001, ale pro potíže se zády nenastoupil k žádnému utkání. Na turnaji Baltika Cup nastoupil místo zraněného Radima Tesaříka.
| Rok                   | Tým                   | Soutěž                | Z | G | A | B | TM |
| --------------------- | --------------------- | --------------------- | - | - | - | - | -- |
| 1995/1996             | Česko                 | ME-18                 | 5 | 1 | 1 | 2 | 4  |
| 1996/1997             | Česko                 | MSJ                   | 7 | 0 | 0 | 0 | 4  |
| 2002                  | Česko                 | BC                    | 3 | 1 | 0 | 1 | 0  |
| Celkem na Baltika Cup | Celkem na Baltika Cup | Celkem na Baltika Cup | 3 | 1 | 0 | 1 | 0  |